# Hermann Luckenbach

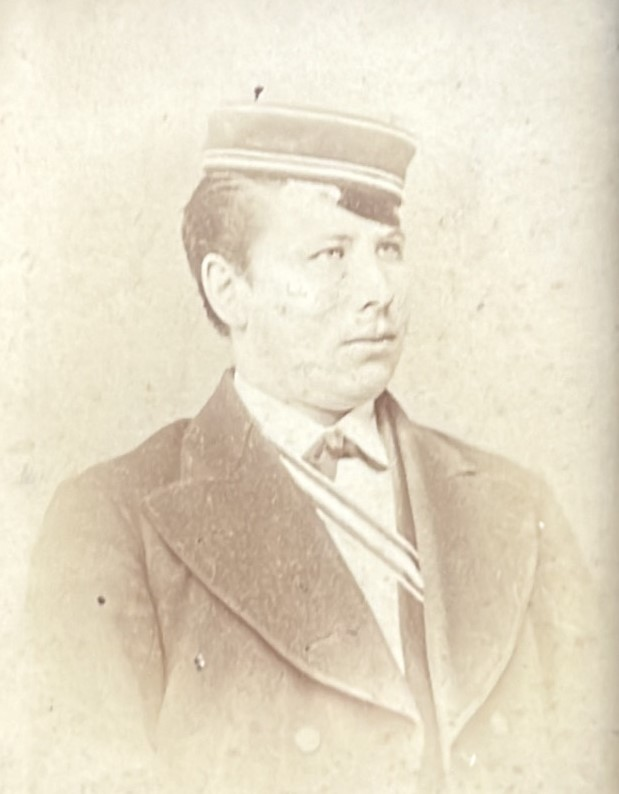
Hermann Luckenbach, um 1879

Hermann Luckenbach (* 27. Dezember 1856 in Meiderich; † 2. April 1949 in Heidelberg) war ein deutscher Altphilologe und Gymnasiallehrer.

## Leben
Luckenbach begann an der Eberhard Karls Universität Klassische Philologie und Archäologie zu studieren. 1874 wurde er im Corps Borussia Tübingen recipiert. Als Inaktiver wechselte er an die Kaiser-Wilhelms-Universität Straßburg. Mit einer Doktorarbeit bei Rudolf Schöll wurde er 1878 zum Dr. phil. promoviert. Er trat in den Schuldienst des Großherzogtums Baden und unterrichtete von 1879 bis 1906 am nachmaligen Bismarck-Gymnasium Karlsruhe. 1880/81 erhielt er das Reisestipendium des Deutschen Archäologischen Instituts. 1906–1908 war er Direktor des Fürstenberg-Gymnasiums Donaueschingen. Ab 1908 war er noch 25 Jahre Direktor des Kurfürst-Friedrich-Gymnasiums Heidelberg. Er publizierte rege zu Kunst und Geschichte des Altertums, vor allem für ein breiteres Publikum und den Gymnasialunterricht. 1923 trat er in den langen Ruhestand. Er starb mit 92 Jahren. 

## Ehrungen
- Charakter als Geheimer Hofrat[1]

## Schriften
- Erläuterungen zur Wandtafel von Delphi. München und Berlin 1904 (Digitalisat).
- Verhältnis der griechischen Vasenbilder zu den Gedichten des epischen Kyklos. In: Alfred Fleckeisen (Hrsg.): Jahrbücher für classische Philologie. Supplementband 11, 1880, S. 491–638.